# Dimityr Rangełow
Dimityr Rangełow (ur. 7 marca 1983 w Sofii) – bułgarski piłkarz występujący na pozycji napastnika. Zawodnik Energie Cottbus.

## Kariera
Karierę seniorską rozpoczął w 2000 roku w barwach Slawii Sofia. W 2004 roku zadebiutował w reprezentacji Bułgarii. W lipcu 2006 roku odszedł za około 600 tysięcy euro do RC Strasbourg. W rozgrywkach Ligue 2 zadebiutował 28 lipca 2007 roku w meczu z Dijon FCO (0:0). W rundzie wiosennej sezonu 2006/2007 przebywał na wypożyczeniu w Erzgebirge Aue. W sezonie 2007/2008 był wypożyczony do Energie Cottbus. W lipcu 2008 roku klub z Brandenburgii zdecydował się na transfer definitywny Rangełowa. W latach 2009–2012 był zawodnikiem Borussii Dortmund. W tym czasie był wypożyczony do Maccabi Hajfa i Energie Cottbus. 3 lipca 2012 roku Dimityr Rangełow został piłkarzem szwajcarskiego FC Luzern. Po dwóch latach przeszedł do Konyasporu.

### Statystyki
| Sezon     | Klub              | Kraj       | Rozgrywki                | Mecze | Bramki |
| --------- | ----------------- | ---------- | ------------------------ | ----- | ------ |
| 1999/2000 | Sławia Sofia      | Bułgaria   | A PFG                    | 1     | 0      |
| 2000/2001 | Sławia Sofia      | Bułgaria   | A PFG                    | 5     | 0      |
| 2001/2002 | Sławia Sofia      | Bułgaria   | A PFG                    | 21    | 2      |
| 2002/2003 | Sławia Sofia      | Bułgaria   | A PFG                    | 22    | 3      |
| 2003/2004 | Sławia Sofia      | Bułgaria   | A PFG                    | 18    | 5      |
| 2004/2005 | Sławia Sofia      | Bułgaria   | A PFG                    | 27    | 4      |
| 2005/2006 | Sławia Sofia      | Bułgaria   | A PFG                    | 24    | 7      |
| 2006/2007 | RC Strasbourg     | Francja    | Ligue 2                  | 15    | 2      |
| 2006/2007 | Erzgebirge Aue    | Niemcy     | 2. Bundesliga            | 16    | 5      |
| 2007/2008 | Energie Cottbus   | Niemcy     | 1. Bundesliga            | 22    | 6      |
| 2008/2009 | Energie Cottbus   | Niemcy     | 1. Bundesliga            | 27    | 9      |
| 2009/2010 | Borussia Dortmund | Niemcy     | 1. Bundesliga            | 10    | 1      |
| 2010/2011 | Borussia Dortmund | Niemcy     | 1. Bundesliga            | 1     | 0      |
| 2010/2011 | Maccabi Tel Awiw  | Izrael     | Ligat ha’Al              | 22    | 2      |
| 2011/2012 | Energie Cottbus   | Niemcy     | 2. Bundesliga            | 30    | 12     |
| 2012/2013 | FC Luzern         | Szwajcaria | Swiss Super League       | 28    | 1      |
| 2013/2014 | FC Luzern         | Szwajcaria | Swiss Super League       | 26    | 11     |
| 2014/2015 | Konyaspor         | Turcja     | Süper Lig                | 23    | 6      |
| 2015/2016 | Konyaspor         | Turcja     | Süper Lig                | 29    | 4      |
| 2016/2017 | Konyaspor         | Turcja     | Süper Lig                | 26    | 3      |
| 2017/2018 | Ümraniyespor      | Turcja     | 1. Lig                   | 25    | 10     |
| 2018/2019 | Energie Cottbus   | Niemcy     | 3. Liga                  |       |        |
|           |                   |            | Łącznie w 1. Bundeslidze | 62    | 16     |
|           |                   |            | Łącznie w 2. Bundeslidze | 46    | 17     |